# Mom
Mom (engelska för "mamma"), vars egentliga förnamn är Carol, är en rollfigur i den animerade tv-serien Futurama. Rösten görs av Tress MacNeille.
Mom äger och styr över 99,7% av MomCorp, ett enormt företag som bland annat har monopol på robottillverkning. I offentligheten framstår Mom som en vänlig mormorstyp, medan hon privat är elak och ful i munnen. Hon misshandlar sina tre söner både psykiskt och fysiskt. I avsnittet Mother's Day avslöjas det att en del av hennes bitterhet beror på flera misslyckade romanser med Professor Farnsworth. Mom kom på plats fyra på den lista över de rikaste fiktiva karaktärerna som tidningen Forbes gjorde 2007.